# Comedy Central Presenta: Stand-up en Chile
Comedy Central Presenta: Stand-up en Chile es un especial de comedia chileno de 2014, animado por Nicolás Larraín y protagonizado por los comediantes Natalia Valdebenito, Pedro Ruminot y Fabrizio Copano, entre otros.
Se estrenó en Comedy Central el 2 de agosto de 2014.

## Producción
En 2010, la señal de Comedy Central para Latinoamérica comenzó a realizar producciones de stand-up comedy en México, Argentina y Brasil.
A comienzos de 2014 la compañía anunció una nueva temporada presentando a más de 100 comediantes latinoamericanos. El especial de cada país incluyó a un presentador que ofició como anfitrión: Humberto Tortonese (Argentina), Nicolás Larraín (Chile), Murilo Gun (Brasil) y Roberto Flores (México).
En mayo de 2014 trece comediantes chilenos grabaron sus rutinas para un público en vivo en el Centro Cultural Amanda de Santiago con la animación del propio Nicolás Larraín.

## Reparto
En orden de presentación, trece comediantes chilenos mostraron sus rutinas en el especial:
- Felipe Avello
- Natalia Valdebenito
- Cano Saavedra
- Benito Espinosa
- Bernardita Ruffinelli
- Rodrigo Vásquez
- Pedro Ruminot
- Edo Caroe
- Alison Mandel
- Edu Meza
- Jani Dueñas
- Ignacio Socías
- Malo Martínez

## Lanzamiento
Comedy Central Presenta: Stand-up en Chile se estrenó el sábado 2 de agosto de 2014 por Comedy Central a través de Directv y VTR. Los episodios fueron transmitidos cada sábado a las 21:00.
Actualmente está disponible en Prime Video.